# Illusion (緑黄色社会の曲)
「illusion」（イリュージョン）は、日本のポップ・ロック・バンドである緑黄色社会の楽曲である。2025年7月4日にSony Music Labelsの社内レーベルEpic Records Japanより配信限定シングルとして発売された。作詞は小林壱誓、作曲は穴見真吾が手がけ、共同編曲者として花井諒が参加した。
オリコン週間デジタルシングル（単曲）ランキングでは初登場11位、Billboard Japan Download Songsでは初登場12位を記録した。

## 歌詞と音楽性
公式サイトによれば、楽曲のテーマは届かないとわかっていても惹かれてしまう、まるで手品のような魅力に翻弄される感情。作詞を手がけた小林は、楽曲発表時に本作について音楽に翻弄される人生を、恋する相手に翻弄される心情として楽曲に閉じ込めましたと説明した。作曲を手がけた穴見は胸躍らせたい一心で曲作りに望〔ママ〕みましたと述べた。
アレンジにはドゥーワップの要素が取り入れられている。共同編曲者として参加した花井はこのコーラスワークスを出来るのはリョクシャカならでは！と思いますと述べた。

## プロモーション
2025年6月22日、結成記念日となる7月4日に「illusion」を配信シングルとして発売することを発表。シングル作品としては前作『馬鹿の一つ覚え』以来約8か月ぶりとなり、この発表に際して穴見はみなさま大変長らくお待たせしましたという言葉を添えている。ジャケットのアートワークは、アルバム『Channel U』も手がけたQ-TAが担当した。
本作の発売を記念して、6月23日から7月3日の期間内にApple MusicやSpotifyで事前予約・事前追加を行うことでオリジナル待受画像のダウンロードできるキャンペーンが実施された。
7月9日にはライブ映像で構成されたショート映像が公開された。撮影と編集は西槇太一が担当した。13日にはミュージック・ビデオのショート・バージョンが公開された。

## 評価
音楽情報サイト『OTOTOY』のニシダケンは、本作が初めて披露された『Channel Us 2025 at 東京体育館』のライブレポートの中で、冒頭から複雑なコーラスワークが響き渡り、緑黄色社会の次なるフェーズを予感させたと評した。
音楽ライターの田中大は、音楽雑誌『ROCKIN'ON JAPAN』2025年9月号で本作でドゥーワップの要素を取り入れていることについて触れ、この表現スタイルはオールディーズ風味を醸し出すことが多いが、バンドサウンドと組み合わせながらフレッシュな作風を切り拓いているのが面白い。そして長屋晴子(Vo・G)の歌のリズム感の圧倒的な良さも聴きどころだ。ビートを巧みに乗りこなして響かせる彼女の歌が、曲全体のグルーヴィーさを随所で加速していると評した。また、「歌声」という一点物の名器による華麗なプレイが楽器隊の一部と化しながら進化を重ねているのが緑黄色社会だと、この曲を聴くとよくわかるとも評している。

## クレジット
※出典
緑黄色社会
- 長屋晴子 – ボーカル
- 小林壱誓 – ギター、作詞
- peppe – ピアノ
- 穴見真吾 – ベース、作曲、編曲

外部ミュージシャン・スタッフ
- 比田井修 – ドラム
- 花井諒 – 編曲
- 村上宣之 – ミキシング
- 阿部充泰 – マスタリング

## チャート成績
| チャート (2025年)               | 最高位 |
| ------------------------------- | ------ |
| 日本 (Japan Hot 100)            | 68     |
| 日本 (オリコンデジタルシングル) | 11     |